# Брифјер
Брифјер (фр. Bruffière) насеље је и општина у западној Француској у региону Лоара, у департману Вандеја која припада префектури Ла Рош сир Јон.
По подацима из 2011. године у општини је живело 3717 становника, а густина насељености је износила 91,96 становника/km². Општина се простире на површини од 40,42 km². Налази се на средњој надморској висини од 65 метара (максималној 103 m, а минималној 28 m).

## Демографија
| 1962. | 1968. | 1975. | 1982. | 1990. | 1999. | 2011. |
| ----- | ----- | ----- | ----- | ----- | ----- | ----- |
| 2.624 | 2.759 | 2.974 | 2.986 | 2.980 | 3.101 | 3.717 |

График промене броја становника у току последњих година